# Moraea angulata
Moraea angulata är en irisväxtart som beskrevs av Peter Goldblatt. Moraea angulata ingår i släktet Moraea och familjen irisväxter. Inga underarter finns listade i Catalogue of Life.